# 耳房

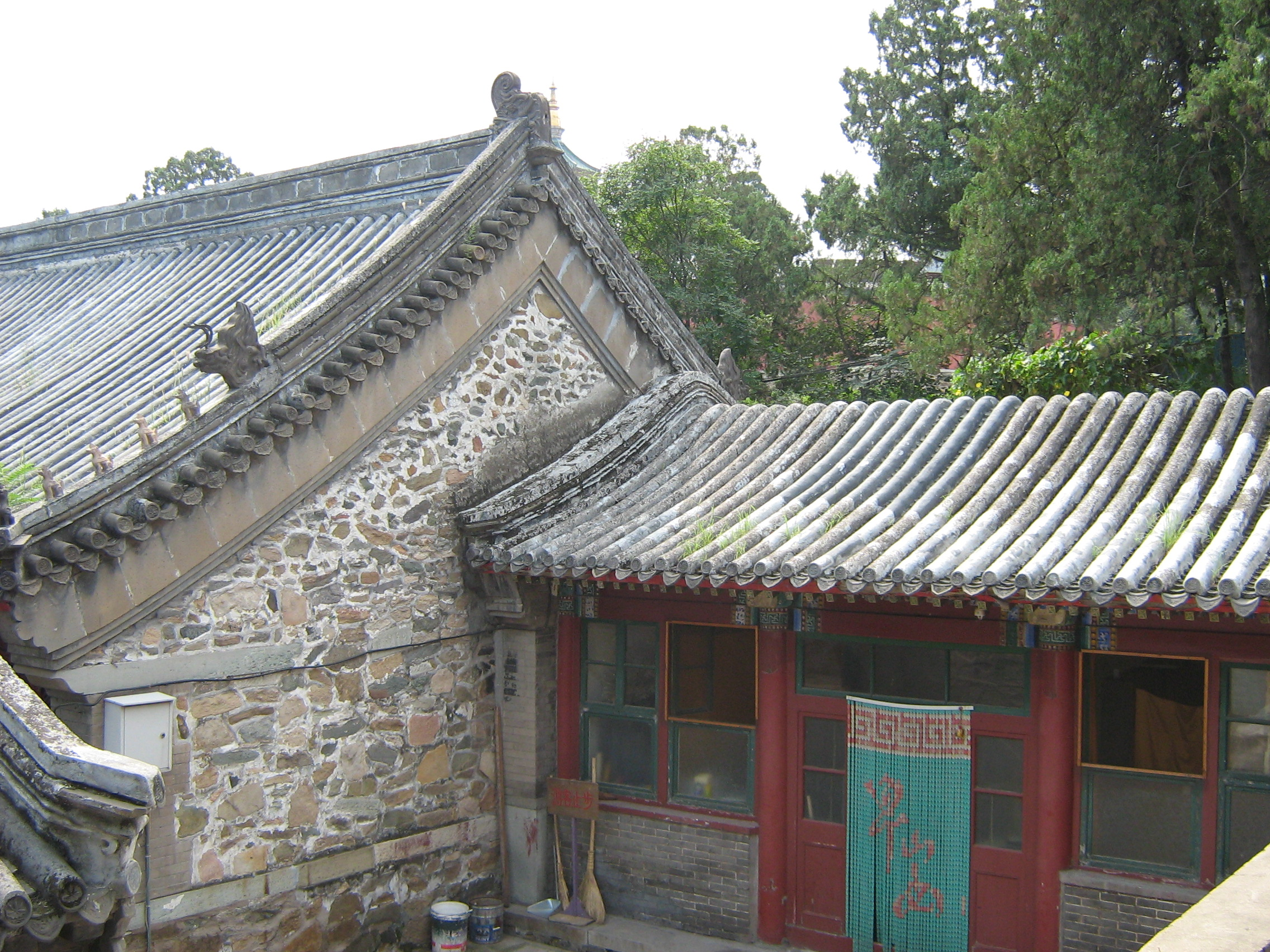
北京八大处三山庵正殿的耳房

耳房是指中国传统建筑设计中在主房屋旁边加盖的小房屋，其高度和体积小于主房，犹如在主房两侧的耳朵，故名耳房。
在四合院中，正房两侧可建耳房， 厢房也可设耳房，有的建成平顶，称为“盝顶”。耳房也可建在城楼上，例如天安门城楼两侧就建有耳房。